# Bolbocerosoma confusum
Bolbocerosoma confusum es una especie de coleóptero de la familia Geotrupidae.

## Distribución geográfica
Habita en Estados Unidos.